# Isla (Curaçao)
Isla (Spaans: eiland) is een schiereiland in de Baai van Asiento, dat deel uitmaakte van de grote, praktisch aan alle zijden door land omgeven binnenbaai Schottegat op Curaçao. 
De Shell vestigde hier aan het begin van de 20ste eeuw zijn grote petrochemische installaties, waar olie aangevoerd in tankers uit Venezuela werd verwerkt. Spoedig werd het gehele schiereiland gebruikt voor raffinaderij "Isla", een voormalige Shell-raffinaderij.